# Baker megye (Florida)
Baker megye az Amerikai Egyesült Államokban, azon belül Florida államban található. Megyeszékhelye és legnagyobb városa Macclenny. Lakosainak száma 28 259 fő (2020. április 1.). Baker megye Charlton, Ware, Nassau, Duval, Clay, Union, Bradford, Columbia és Clinch megyékkel határos.

## Népesség
A megye népességének változása:
| Lakosok száma | 27 072 | 27 078 | 27 060 | 27 013 | 27 420 | 28 259 |
|               | 2010   | 2011   | 2012   | 2013   | 2015   | 2020   |